# Delia pseudoventralis
Delia pseudoventralis este o specie de muște din genul Delia, familia Anthomyiidae, descrisă de Ackland în anul 2008.
Este endemică în Kenya. Conform Catalogue of Life specia Delia pseudoventralis nu are subspecii cunoscute.